# جيمي بيك (ممثلة)
جيمي بيك (بالألمانية: Jamie Bick)‏ هي ممثلة تركية وألمانية، ولدت في 11 يناير 2000 في بيرغيش غلادباخ في ألمانيا.

## وصلات خارجية
- جيمي بيك على موقع IMDb (الإنجليزية)
- جيمي بيك على موقع ألو سيني (الفرنسية)
- جيمي بيك على موقع أول موفي (الإنجليزية)
- جيمي بيك على موقع قاعدة بيانات الأفلام السويدية (السويدية)
- جيمي بيك على موقع قاعدة بيانات الفيلم (الإنجليزية)
- جيمي بيك على موقع كينوبويسك (الروسية)